# Philippe Chancel
Pour les articles homonymes, voir Chancel (homonymie).
Philippe Chancel est un photographe documentaire, photojournaliste et artiste visuel français, né en 1959 à Issy-les-Moulineaux.

## Biographie
Philippe Chancel naît en 1959 à Issy-les-Moulineaux. 
Il découvre très jeune la photographie grâce au photographe Emile Joublin un ami proche de son père. Après des études d’économie à l’université de Nanterre, il se forme au journalisme au CFPJ à Paris.
Il devient photojournaliste au début des années 1980 et publie des reportages dans VSD ou Libération.
Depuis plus de vingt ans, Philippe Chancel poursuit une expérience photographique dans le champ complexe, mouvant et fécond, entre art, documentaire et journalisme. Un travail en constante évolution sur le statut des images quand elles se confrontent elles-mêmes à ce qui fait "images" dans le monde contemporain. Initié très jeune à la photographie, Philippe Chancel poursuit des études de sciences économiques à l'université de Nanterre et de journalisme au CFPJ de Paris.
Des reportages successifs dans les ex-pays de l'Est marqueront ses débuts dans le photojournalisme. Son travail a été largement montré et publié en France et à l'étranger dans les plus grands magazines du monde entier. Il a affirmé progressivement une nouvelle approche de la photographie documentaire, en particulier avec son travail sur le monde de l’art contemporain qui a fait l’objet de plusieurs ouvrages. 
DPRK, sa vision de la Corée du Nord, a été montré pour la première fois aux Rencontres d'Arles (2006), suivi d'autres expositions comme au C/O Berlin, à la Photographer's Gallery à Londres ou dans le cadre du Deutsche Börse Photography Prize (prix du public 2007). Philippe Chancel a également exposé à New York au sein de la Open Eye Society Foundation. 
DPRK a fait l'objet d'un livre aux éditions Thames&Hudson, ce qui lui a valu le début d'une reconnaissance internationale. Emirates project a été présenté pour la première fois à la 53e Biennale de Venise (pavillon d'Abou Dhabi) avec Catherine David comme commissaire, puis à l'exposition Dreamlands au Centre Pompidou (commissariat Quentin Bajac) en mai 2010. D'autres expositions ont suivi à travers le monde. 
Deux ouvrages (Dubaï aux éditions Be-pôles, et Desert Spirit, aux éditions Xavier Barral), rendent déjà compte pour une part de ce corpus suivis de  Emirates Workers, aux éditions Bernard Chauveau, ainsi que  kim Happiness et Drive thru Flint  aux éditions l’Artiere.
Philippe Chancel a travaillé sur un nouveau terrain documentaire intitulé Datazone,*qui cherche à montrer sous ses multiples facettes et par une écriture singulière, des territoires surexposés ou au contraire inconnus des radars médiatiques. Ce projet l'a mené à Port-au-Prince à Kaboul en passant par Fukushima, Astana, l’Afrique du Sud, la Cisjordanie, le Delta du Niger la péninsule antarctique. ou encore à plusieurs reprises en Corée du Nord. Il est finaliste du Prix Pictet 2012 pour son travail sur Fukushima intitulé Fukushima : The Irresistible Power of Nature. Il expose aux Rencontres d’Arles 2013 son travail sur les mineurs de platine en Afrique du Sud. En 2014, il est nommé pour le premier prix  Elysée  et lauréat de la dotation du festival photoreporter en baie de st Brieuc. En 2017,pour sa deuxième édition,il se voit attribuer le prix Fidal de la photographie documentaire.
Philippe Chancel expose à Arles de juillet à août 2019 à l'église des frères prêcheurs, DATAZONE.
Il a capturé au tout début des années 80 à Paris, les extérieurs nuit et intérieurs brillant, à la manière de West Side story entre deux bandes rivales venues des banlieues mais aussi des beaux quartiers : les Vikings et les Panthers. Jeunesse rock et blacks, blancs, beurs. 
C'est une série en noir et blanc qu'il nomme REBEL'S, réalisée en 1982 tirée récemment de ses archives et qu'il présente pour la première fois à Paris Photo 2016, puis au Multimedia Arts Museum à Moscou en 2017, au Barbican Centre à Londres, à l'Institut des Cultures de l'Islam en 2018, à la galerie Mélanie Rio Fluency sur l'Ile de Nantes. 
En 2021 la Galerie Miranda présente REBEL'S et une série de photo historiques du photographe Gary Green (né en 1956 aux Etats Unis).
Elles immortalisent la culture “underground” de Paris et de New York à la fin des années 70 et au début des années 80.Chacune de leurs séries respire une jeunesse fulgurante – la leur mais aussi celle des communautés photographiées.

## Publications
- Philippe Chancel, Laurence Bertrand Dorléac, Regards d’artistes, 5 Continents, 2004, 224 p. (ISBN 978-8874392223)
- Philippe Chancel, Michel Poivert, Jonathan Fenby, DPRK, Londres, Thames Hudson, 2006, 208 p. (ISBN 978-2878112849)
- Philippe Chancel, Valérie Weill, Souvenirs de Paris, Londres, Thames Hudson, 2004, 226 p. (ISBN 978-2878112443)
- Philippe Chancel, Susanne Van Hagen, Irène Gludowacz, Chercheurs d’art : 22 collectionneurs au service de l’art, Somogy éditions d’art, 2005, 239 p. (ISBN 978-2850568961)
- Philippe Chancel, Valérie Weill, Souvenirs de Londres, Londres, Thames Hudson, 2005, 226 p. (ISBN 978-2878112597)
- Philippe Chancel, Valérie Weill, Souvenirs de New York, Londres, Thames & Hudson, 2007, 223 p. (ISBN 978-2878112856)
- Philippe Chancel, Arirang Corée du Nord - Le plus grand spectacle du monde, Favre, 2008, 136 p. (ISBN 979-1091539043)
- Philippe Chancel, Dubaï, Les éditions be-pôles, 2008, 60 p. (ISBN 978-2917004081)
- Philippe Chancel, Stéphane Couturier, Pascal Hausherr, La Tourette - 1959-2009, Bernard Chauveau Editeur, 2009 (ISBN 978-2915837513)
- Philippe Chancel, Quentin Bajac , Desert Spirit, Paris, Xavier Barral, 2009, 116 p. (ISBN 978-2915173529)
- Philippe Beaussant, Philippe Chancel, L’Opéra royal de Versailles, Paris, Xavier Barral, 2009, 200 p. (ISBN 978-2915173536)
- Philippe Chancel, Emirates Workers, Bernard Chauveau Editeur, 2011, 136 p. (ISBN 978-2915837896)
- Philippe Chancel,  Michel Poivert, Datazone, Arles, Photosynthèse, 2019, 424 p. (ISBN 979-10-95822-06-6)

## Expositions
Liste non exhaustive
- 2006 : Rencontres de la photographie d’Arles[2]
- 2009 : 53e Biennale de Venise[2]
- 2010 : Centre Pompidou[2]
- 2013 : Rencontres de la photographie d’Arles[2]
- 2017 : Rebels & Dandys, 1982, Multimedia Art Museum, Moscou[3]
- 2018 : Another Kind of Life : Photography on the Margins, exposition collective, Barbican Centre, Londres [4]
- 2020 : Datazone, Église des Frères prêcheurs, Rencontres de la photographie d’Arles[1]
- 2021 : Rebels & Dandys, 1982, Galerie Miranda, Paris[5],[6]

## Prix et récompenses
- 2007 : Deutsche Börse Photography - Prix du public
- 2012 : Finaliste du prix Pictet pour la série Fukushima : The Irresistible Power of Nature[2],[7]
- 2014 : Nommé pour le Prix Élysée de la photographie[2]
- 2014 : Lauréat de la dotation du festival Photoreporter en baie de Saint-Brieuc[2]
- 2016 : Prix Fidal de la photographie documentaire pour sa série Datazone [8]